# 基菲夏
基菲夏（希臘語：Κηφισιά）是希腊阿提卡大區北雅典专区的市镇，位于雅典都会区的北部。市镇面积为35.10平方公里，2021年人口数量为72,878人。
该市镇设立于2011年的地方政府改革中，由原三个市镇合并而成，原市镇则成为此市镇的三个市区。同名市区（即原基菲夏市镇）的面积为25.937平方公里。

## 人口数据
1991至2001年间该地人口数量迅速增长，涨幅达18,3%。2001至2011年间的涨幅则为7.13%。
| 年份 | 同名市区 | 市镇   |
| ---- | -------- | ------ |
| 1951 | 12,991   | -      |
| 1981 | 31,876   | -      |
| 1991 | 39,166   | -      |
| 2001 | 43,929   | -      |
| 2011 | 47,332   | 70,600 |
| 2021 | 48,700   | 72,878 |